# 梁世驃
梁世驃（1491年—1544年4月3日），字應房，一字遠之，號南皋，廣東順德人，祖籍江西南昌，明朝政治人物，同進士出身。

## 生平
後七子梁有譽之父。正德八年（1513年）癸酉科廣東鄉試第七十一名，后參加會試第一百五十一名。三十一歲中式正德十六年（１５２１年）廷試第三甲第六名進士。歷任南京河南道監察御史、浙江按察司僉事，官至福建漳南道兵備僉事。

## 家庭及關聯
曾祖父梁遒祐、祖父梁信、父親梁韶。母區氏、繼母何氏。慈侍下。兄梁世鼇（舉人）。